# Salvius van Valencijn
Salvius van Valencijn (Latijn: Salvius ["geredde"] Valencensis; Frans: Saint-Saulve), ook wel Salvius van Angoulême of Sint-Salvius, was een merovingisch heilig bisschop en martelaar uit de 7e en 8e eeuw. Zijn persoon wordt vaak verward met onder anderen de 6e-eeuwse heilige bisschop Salvius van Albi en de 7e-eeuwse heilige bisschop Salvius van Amiens.

## Biografische schets
Salvius Valencensis zou afkomstig zijn geweest uit het land van de Averni, het tegenwoordige Auvergne in Midden-Frankrijk, ergens aan de oevers van de rivier de Allier. Op een bepaald moment werd hij bisschop van Angoulême. Na enige tijd werd hij uitgezonden om als missionaris onder de Vlamingen te werken. Toen hij samen met zijn dienaar Superius in de buurt van Valencijn aan het prediken was, werden beiden gevangengenomen en kort daarop vermoord door Winegard, de zoon van de edelman Génard, die zijn zinnen had gezet op het kostbaar liturgisch vaatwerk dat de predikers bij zich hadden. De moord vond plaats in het Noord-Franse Beuvrages, vlak bij Valencijn, alwaar ze in een stal begraven werden.
Volgens de overlevering zou Karel Martel (ca. 689-741) de lichamen hebben laten opgraven en herbegraven in de nabijgelegen Sint-Martinuskerk, die vanaf dat moment werd aangeduid als Sint-Salviusbasiliek, in Saint-Saulve (Valenciennes). Als dit verhaal klopt, moet Salvius in elk geval vóór 741 zijn overleden. De jaartallen 733 en 768 zijn echter eveneens genoemd. Volgens de traditie stierven beide martelaren op 26 juni.
In Saint-Saulve, waar hij begraven werd, ontstond bij de grafkerk al vrij snel een abdij, het Monasterium Sancti Salvii, in 870 genoemd in het Verdrag van Meerssen. De abdij viert de overbrenging (translatio) van het dode lichaam van Salvius naar Saint-Saulve op 7 september; de verheffing (elevatio) van het gebeente wordt gevierd op 10 oktober.

## Nalatenschap
Een eerste relaas over het martelaarschap van Salvius, de Passio sancti Salvii episcopi et martyri, zou al uit het einde van de 8e eeuw dateren. Waarschijnlijk is er ook een levensbeschrijving, een vita, geweest, maar deze is verloren gegaan, waardoor we vrijwel niets over het leven van de heilige weten. Sint Salvius werd/wordt in een zestigtal plaatsen in Europa vereerd. Willem de Veroveraar zou zijn relieken naar Canterbury hebben overgebracht.
Salvius is patroonheilige van diverse kerken. In de Nederlands-Limburgse plaats Limbricht is een 11e-eeuws zaalkerkje gewijd aan de heilige Salvius, de Sint-Salviuskerk. De kerk bezit een relikwie van de heilige. Het hoofdaltaar in de kerk is eveneens gewijd aan de heilige.

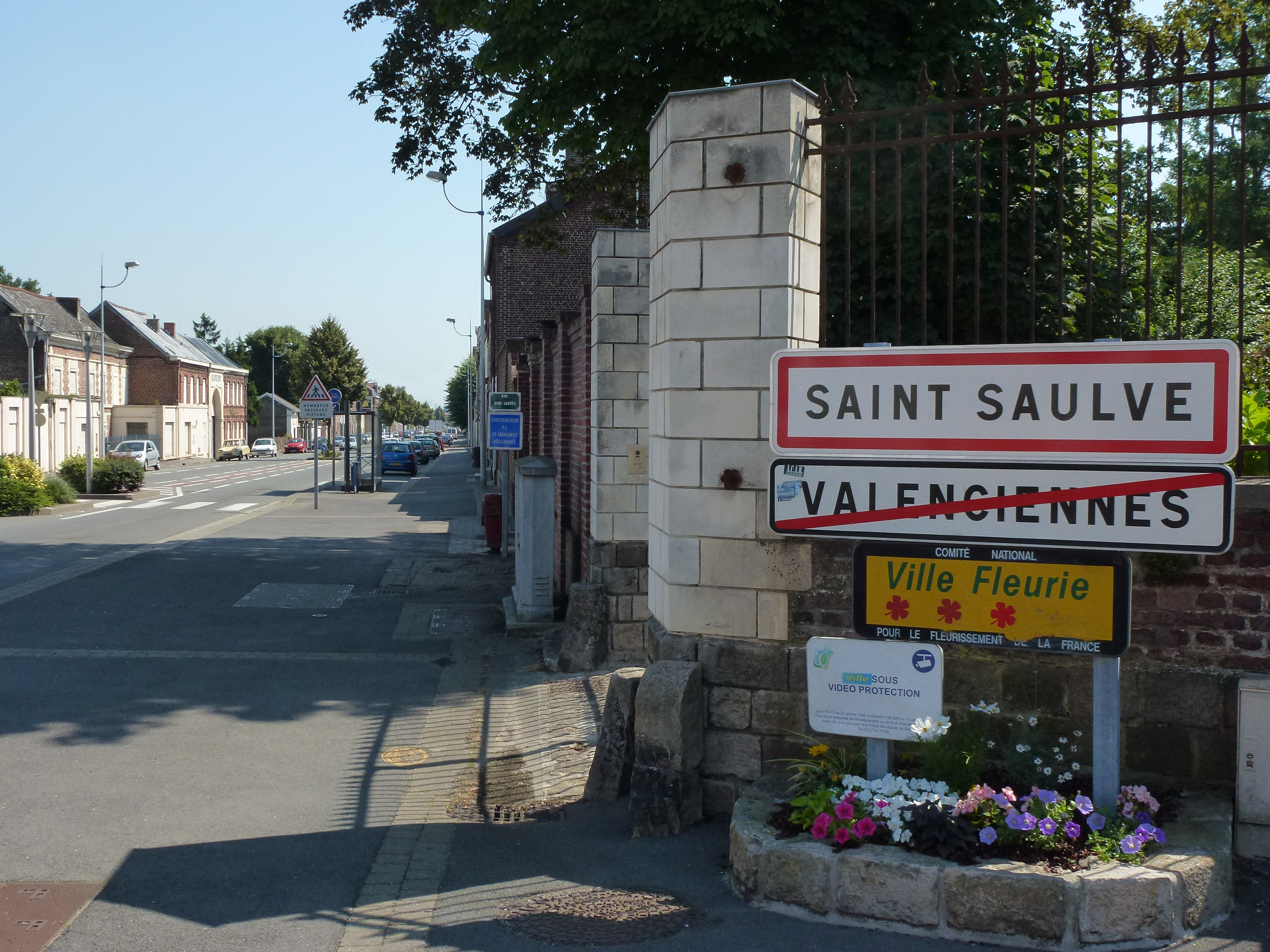
Saint-Saulve
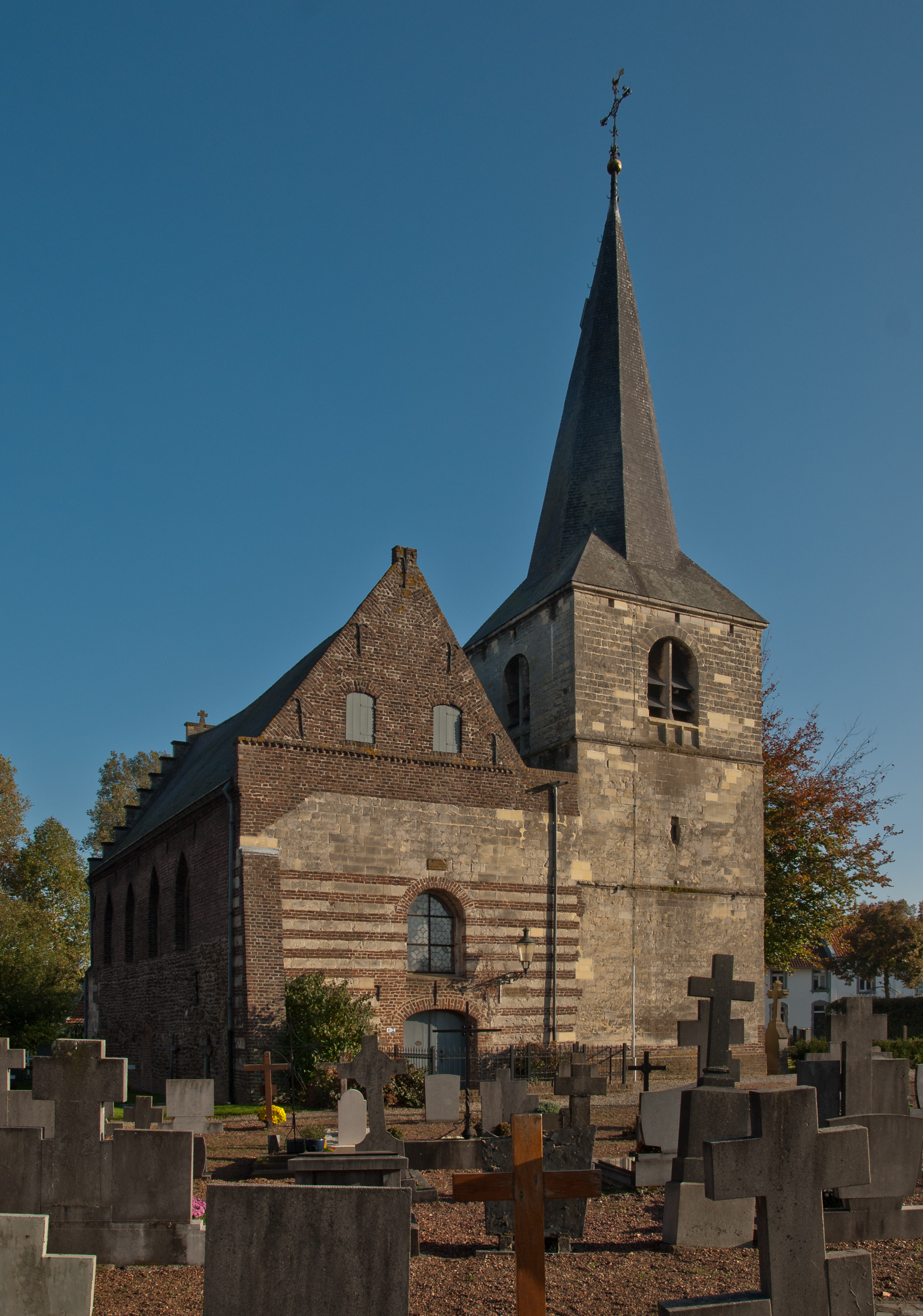
Sint-Salviuskerk, Limbricht
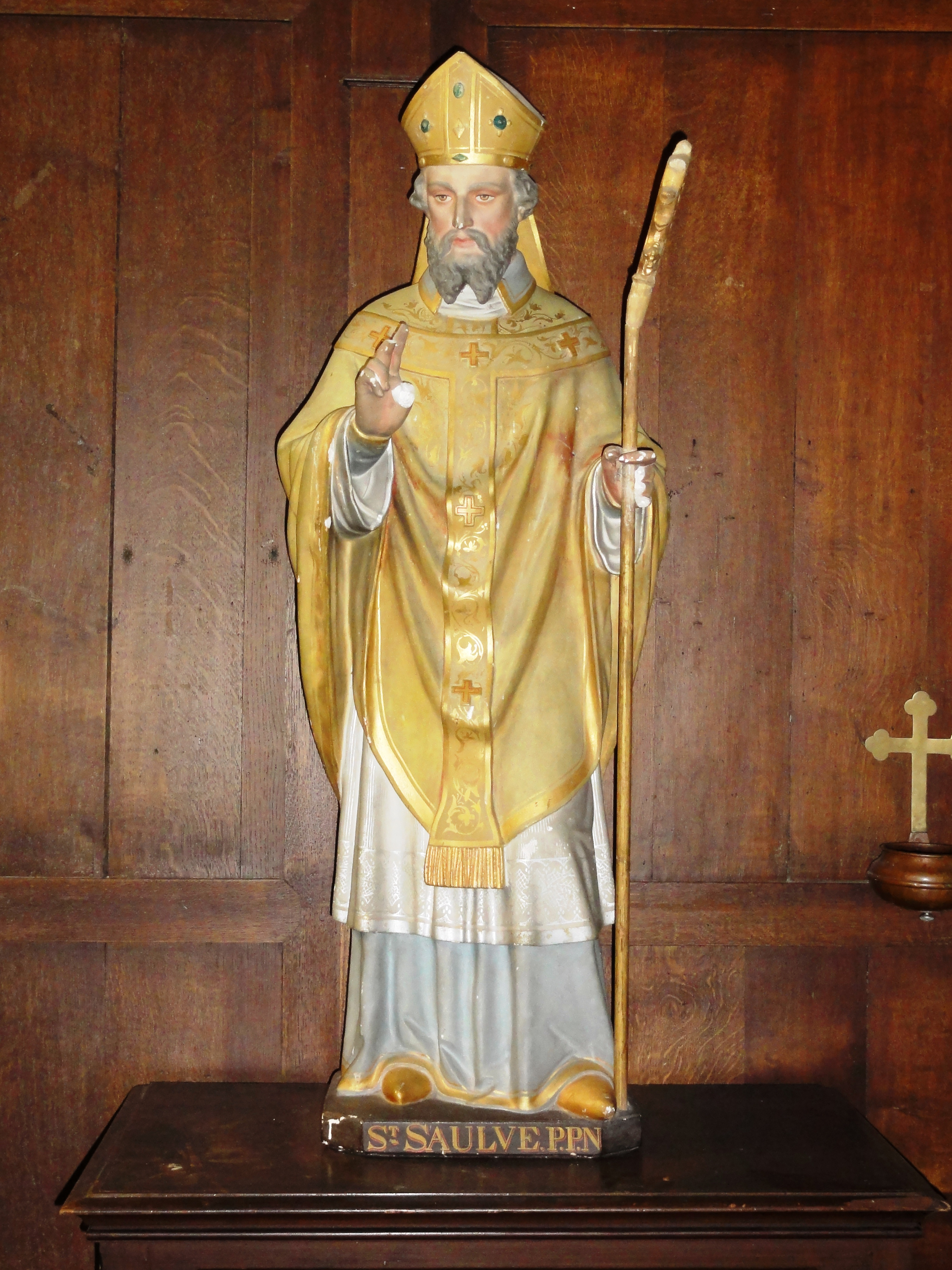
Beeld in Villers-Pol